# 삼척 척주동해비 및 평수토찬비
삼척 척주동해비 및 평수토찬비(三陟 陟州東海碑 및 平水土讚碑)는 대한민국 강원특별자치도 삼척시 정상동에 있는, 조선 현종 2년(1661) 때 삼척 부사를 지낸 허목(1595∼1682) 선생과 관련이 있는 2기의 비이다. 1971년 12월 16일 강원특별자치도의 유형문화재 제38호로 지정되었다.
조선 현종 2년(1661) 때 삼척 부사를 지낸 허목(1595∼1682) 선생과 관련이 있는 2기의 비이다. 허목 선생은 성리학을 발전시켰으며 제자백가와 경서연구에 전념하였고 특히 예학에 뛰어난 인물이었다 한다.

## 척주동해비
척주동해비는 정상리 육향산에 자리하고 있다. 원래 정라진앞 만리도에 세워 놓았던 것을 비가 파손되자 숙종 36년(1710) 이곳으로 옮겨온 것이다. 당시 이 지방은 파도가 심하여 바닷물이 마을까지 올라오고 홍수가 지면 주민의 피해가 극심하였다. 이를 안타깝게 여긴 허목이 신비한 뜻이 담긴 글을 손수 짓고 독특한 필체로 비문을 새겨 이 비를 세웠는데, 신기하게도 바다가 잠잠해지고 그후로 주민들의 피해도 없었다고 한다. 문장이 신비하면서 물리치는 능력도 지녔다 하여 ‘퇴조비’라고도 불리며, 전서체(篆書體)에서 동방의 제1인자로 불리는 허목 선생의 기묘한 서체로 인해 더욱 유명한 비이다.

### 역사
1661년(현종 2) 삼척부사 허목(許穆)이 동해의 풍랑으로 바닷가에 사는 백성들이 피해를 입는 일이 많아 이를 막고자 동해를 칭송하는 글인 「동해송(東海頌)」을 짓고, 그의 독특한 전서체(篆書體)로 비문을 새겨 정라진 앞 만리도 바닷가에 세워서 풍랑을 진정시킨 비석이라 한다.
이후 1708년(숙종 34년) 풍랑으로 비석이 부러져 바다에 잠겼던 것을 1709년(숙종 35년) 부사 홍만기가 문을 본떠서 다시 새겼으며, 1710년(숙종 36년)에 삼척부사 박내정(朴來貞)이 유실한 비석의 탁본으로 옛 비석과 같은 비석을 다시 만들어 죽관도 동쪽에 다시 건립하였다가 1969년 12월 6일 지금의 자리인 육향산 산정에 이건하였다.

### 내용
비각의 전면에 "척주동해 비각" 제액과 후면에 "동해비각" 제액이 게판되어 있다.
문장이 신비하면서 물리치는 능력도 지녔다 하여 ‘퇴조비’라고도 불리며, 전서체(篆書體)에서 동방의 제1인자로 불리는 허목 선생의 기묘한 서체로 인해 더욱 유명한 비이다.
조선 영조 때 학자인 홍양호(洪良浩)는 “지금 동해비를 보니 그 문사(文辭)의 크기가 큰 바다와 같고, 그 소리가 노도와 같아 만약 바다에 신령이 있다면 그 글씨에 황홀해질 것이니, 허목이 아니면 누가 다시 이 글과 글씨를 썼겠는가.” 하고 감탄하였다 한다.

## 원고
척주동해비의 원고로는 허목수필동해비첩(許穆手筆東海碑帖)과 허목수고본금석운부(許穆手稿本古文韻府)가 있다.
이 서첩들은 강원도 삼척에 있는 비석 ‘척주동해비’의 제작에 쓰인 원본으로, 허목의 글씨 중 가장 대표적인 것이다. 해일의 피해가 극심했던 강원도 삼척에 부사로 부임한 허목은 바다를 잠재우기 위해 ‘동해송東海頌’이라는 시를 짓고 이를 비석으로 만들어 세웠다. 허목許穆(1595~1682)은 조선 중기의 유학자이며 정치가, 예술가로, 전서篆書를 깊이 연구하여 미수체眉?體라는 자신의 글씨체를 이루었다. 그의 전서체는 고전古篆을 바탕으로 하여 독특한 형상과 변화가 큰 날카로운 필치로써 개성을 드러내고 있다. 이 원고본은 바로 이러한 허목 글씨의 특징을 잘 보여준다. 본문은 비석 원고라는 점을 바탕으로 구성했기에 전체적으로 자간字間과 행간行間 배열의 정연한 조화에 신경 썼으며, 글씨 또한 전서의 기본적 포치로 잘 구성하였다. 중복된 글자는 자형字形 변형으로 변화를 주었지만 이는 철저한 고증을 근거로 한 것으로, 허목의 고문에 대한 해박한 지식과 심미안을 보여주고 있다. 당시에는 글씨가 괴이하다 하여 많은 비판을 받기도 했으나, 옛 한문자를 깊이 연구하여 자신의 글씨체를 이루었다는 점에서 조선시대 17세기의 개성 있는 글씨체로 평가받고 있다.
현재 국립중앙박물관이 소장하고 있다.

## 평수토찬비(平水土讚碑)

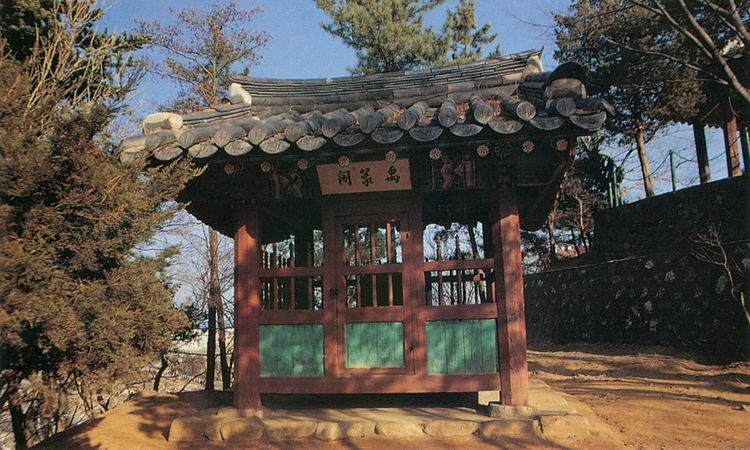
평수토찬비의 비각

평수토찬비 비문 역시 삼척 부사 허목이 짓고 쓴 것이며 동해비와 같은 의미로 세운 것이다. 중국 형산비(衡山碑)의 대우수전(大禹手篆) 77자 가운데 48자를 가려서 새긴 것으로, 임금의 은총과 수령으로서 자신의 치적을 기린 글이다. 현종 원년(1661) 목판에 새기어 읍사(邑司)에 보관되어 오다가 240여년 후인 광무 8년(1904) 칙사(勅使) 강홍대와 삼척군수 정운철 등이 왕명에 의해 석각하여 죽관도에 건립하였다. 비의 높이는 145cm, 폭 72cm, 두께 22cm이며, 비각의 전면에 "우전각(禹篆閣)" 제액이 게판되어 있다.
당초 세운 비석은 유실되고 현재의 비석은 다시 세운 비석으로 전면에 해서(楷書)로 ‘大韓平水土贊碑(대한평수토찬비)’라 새기고 측면에는 고종 41년(1904) 비석을 옮겨 세운다는 기록이 있다.

## 같이 보기
- 허목
- 조선후기

## 참고도서
- 답사여행의 길잡이 3 - 동해ㆍ설악[1]( 초판 1994., 21쇄 2011.)